# Герб Моршина
Герб Моршина — символ міста Моршина. Затверджений 26 грудня 1997 року рішенням сесії міської ради. 
Автори проєкту — А. Гречило та О. Завозін.

## Опис
У зеленому полі золотий бювет над срібною шипованою балкою, у синій основі — дві срібні топки солі.

## Історія
Бювет мінеральних вод і зелене поле символізують курортну галузь, що є основною для міста. Дві соляні топки означають давні солеварні промисли та вказують на дві соляні шахти — «Боніфацій» і «Магдалена», розробки яких сприяли розвитку поселення. Біла смуга і синє поле означають багаті водні ресурси.